# Пентози
Пенто́зи (від грец. πέντε — п'ять), C5H10O5 — органічні сполуки з групи моносахаридів, у молекулі яких є п'ять вуглецевих атомів. Кристалічні речовини, солодкі на смак, добре розчинні у воді. Входять до складу деяких глікозидів та полісахаридів рослин (арабіноза, ксилоза) а також нуклеїнових кислот (рибоза, дезоксирибоза). Залежно від наявності в молекулі альдегідної або кетонної групи їх поділяють на альдо- та кето- пентози. Використовують у харчовій промисловості.
Пентози дуже важливі в біохімії. Рибоза є складовою РНК, а споріднена молекула, дезоксирибоза, є складовою ДНК. Фосфорильовані пентози є важливими продуктами пентозофосфатного шляху, перш за все рибозо-5-фосфат, який використовується в синтезі нуклеотидів, нуклеїнових кислот та еритрозо-4-фосфат, який використовується в синтезі ароматичних амінокислот.
Як і деякі інші моносахариди, пентози існують у двох формах: з відкритим ланцюгом (лінійна) або із закритим ланцюгом (циклічна), які легко перетворюються один в одного у водних розчинах. Лінійна форма пентози, яка зазвичай існує лише в розчинах, має відкритий ланцюг з п’яти атомів вуглецю. Чотири з них мають одну гідроксильну функціональну групу –OH, з’єднану одинарним зв’язком, а один має атом кисню, з’єднаний подвійним зв’язком =O, утворюючи карбонільну групу C=O. Решта зв'язків атомів вуглецю задовольняються шістьма атомами водню. Таким чином, структура лінійної форми H–(CHOH)x–C(=O)–(CHOH)4-x–H, де x дорівнює 0, 1 або 2.